# Alfonso Gomezjurado
Luis Alfonso María Víctor Francisco Gomezjurado Espinosa de los Monteros (Ibarra, 20 de junio de 1890, Ibidem, 29 de enero de 1976) conocido como Alfonso Gomezjurado, fue un notable médico ecuatoriano, pionero de la cirugía en Ibarra y presidente fundador de la Cruz Roja de Imbabura.

## Primeros años
Nació en San Miguel de Ibarra, el 20 de junio de 1890, en el seno de una familia tradicional del norte del país, su padre fue el poeta ibarreño Víctor Gomezjurado y Espinosa de los Monteros, senador perteneciente al Partido Conservador y su madre fue Mariana de Jesús Espinosa de los Monteros y Tirado. Sus padres eran primos hermanos.
Sus primeros estudios los hizo en la Escuela Preparatoria del Seminario de San Diego en Ibarra, en el mismo lugar realizó parte de sus estudios secundarios, más tarde viajó a Quito y se graduó en el Colegio Mejía de la capital ecuatoriana con un brillante examen calificado como sobresaliente.

## Formación y primeras prácticas
En 1909, al poco tiempo de su graduación, ingresó a la Facultad de Medicina de la Universidad Central del Ecuador, demostró gran interés, abnegada y devota dedicación y años después formó parte del Ejército ecuatoriano durante la Guerra de Concha en 1914, en la Campaña de Manabí y Esmeraldas militó como practicante en la Cruz Roja Militar.
En Esmeraldas estuvo acompañado del Dr. Bayas y de Elena Coronel, única enfermera. Se doctoró el 28 de junio de 1918 con la tesis "Alimentación del Soldado en el Ecuador".
Fue nombrado Alumno Externo de la Sala de la Virgen, luego se presentó a concurso y resultando triunfador, fue nombrado Alumno Interno de "San Roque" en la especialidad de Otorrinolaringología y Oftalmología, cuyo Jefe fue el Dr. Ángel Sáenz, posteriormente fue designado Alumno Interno de la Sala de San José, donde fue Jefe el Dr. Ezequiel Cevallos Zambrano.

## El Cirujano de Ibarra
Desde su época de formación en Quito, fue uno de los estudiantes modernos que se destacó por usar bata y gorro quirúrgico, contrario a los médicos tradicionales, que no daban crédito a las teorías microbianas y al peligro de los microorganismos y no era costumbre esterilizar los instrumentos quirúrgicos.
Tras terminar su formación en la capital del Ecuador, retornó a Ibarra donde enseguida fue nombrado Jefe del Servicio de Cirugía del Hospital San Juan de Dios, en esa casa de salud laboró durante más de 40 años con 1.800 operaciones de alta cirugía, en la misma ciudad estableció la clínica quirúrgica en su casa heredada de su abuelo, esa Clínica fue la segunda institución privada de la provincia de Imbabura.
Primer cirujano del Hospital San Vicente de Paul, hasta entonces aún no se habían realizado operaciones de complejidad en Ibarra, esos procedimientos se los realizaba en ciudades más grandes como Quito o Guayaquil. En 1920 y en la ciudad de Ibarra, este médico practicó la primera Laparotomía y la primera Cesárea, siendo el quien llegó a realizar estos procedimientos quirúrgicos por primera vez en toda la provincia de Imbabura.

## Cruz Roja de Imbabura
Presidente del Concejo Municipal de Ibarra en 1937 y varias veces Concejal,  también fue el primer rector del Colegio Sánchez y Cifuentes en 1937 y actuó como Vocal de la Comisión para supervisar las obras del ferrocarril a San Lorenzo, en esa época viajó al Tambo en un viaje propuesto por el Obispo Mosquera.
Fue Presidente fundador de la Cruz Roja ecuatoriana Junta Provincial de Imbabura, nacida mediante la Asamblea del 12 de julio de 1941 y reconocida por la Junta Nacional de Quito, desempeñó este cargo hasta que se separó voluntariamente el 18 de abril de 1960.
Durante su vida universitaria en el aprendizaje y la práctica médica evidenció compromiso social y desde entonces reveló espíritu humanitario y nobleza de sentimientos y ya como presidente de la Cruz Roja de Imbabura, estableció el "Día del Mendigo", mediante el cual el 8 de mayo de cada año los indigentes recibían un agasajo.
El 8 de enero de 1948 había sido condecorado con la "Medalla de Servicio" de la Cruz Roja, Al separarse de esta institución fue designado por aclamación "Presidente Vitalicio Honorario", distinción ratificada por la Convención Nacional de la Cruz Roja ecuatoriana el 8 de mayo de 1960.
El 28 de septiembre de 1960, al cumplir 40 años de ejercicio profesional, el Municipio de Ibarra le concedió su más alta Condecoración "Ilustre Municipalidad de Ibarra",
Falleció en Ibarra, el 29 de enero de 1976. En su honor, una calle de la ciudad de Ibarra lleva su nombre.

## Matrimonio y descendencia
El 18 de julio de 1918, había contraído matrimonio con Carmela Alarcón Pasquel, hijos suyos fueron Ana, Raúl (autor de tratados de Química y Biología), Gustavo y Cristóbal Gomezjurado, su sobrino, a quien adoptó como hijo y quien sería Alcalde de Ibarra y Gobernador de Imbabura.

## Distinciones
- Medalla de Servicios de la Cruz Roja, Cruz Roja de Imbabura, 1948.
- Ilustre Municipalidad de Ibarra, Municipio de Ibarra 1960.
- Presidente Vitalicio Honorario de la Cruz Roja, Cruz Roja de Imbabura, Cruz Roja del Ecuador, 1960.